# Every Baby Needs A Da Da Daddy
Clip vidéo
[vidéo] « Marilyn Monroe - Every Baby Needs A Da Da Daddy (1948) », sur YouTube
Every Baby Needs A Da Da Daddy (Chaque bébé à besoin d'un papa, en anglais) est un standard de jazz américain, musique du film musical Les Reines du music-hall de Phil Karlson de 1948 (premier rôle d'actrice-chanteuse-danseuse de cinéma de Marilyn Monroe, avant qu'elle ne devienne une star sex-symbol internationale et une légende d'Hollywood et de l'histoire du cinéma au début des années 1950).

## Histoire

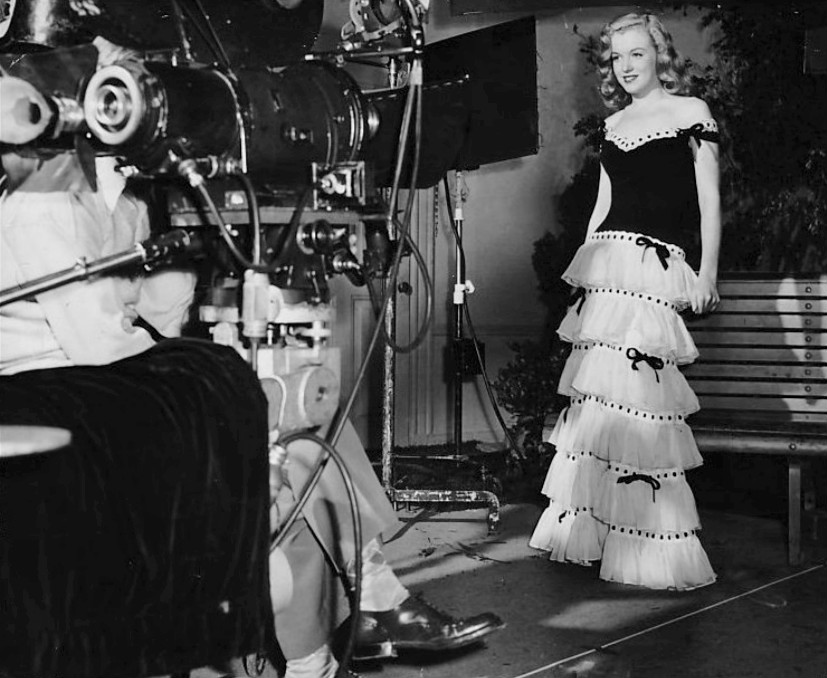
Premiers rôles d'actrice de cinéma de Marilyn Monroe à l'age de 21 ans (1947)

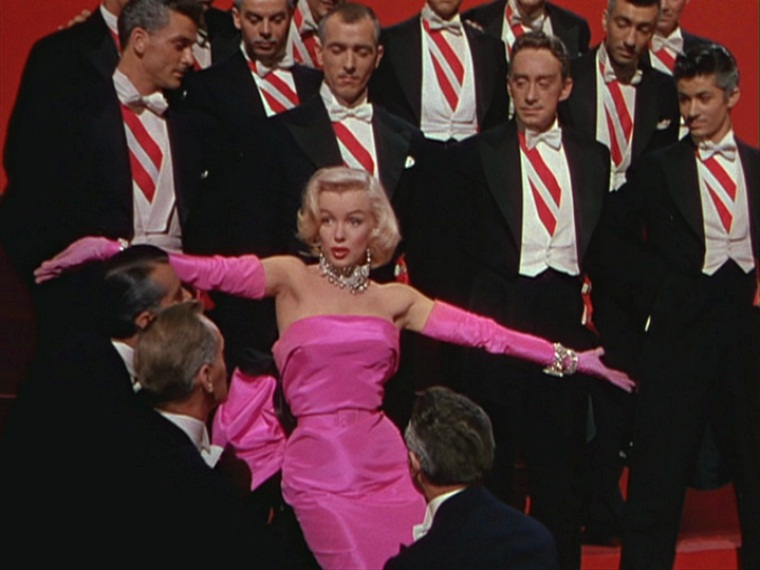
Marilyn Monroe, Les hommes préfèrent les blondes, d'Howard Hawks (1953)

Marilyn Monroe (1926-1962) jeune mannequin inconnue, âgée en 1948 de 22 ans, prend des cours de comédie de chant et de danse, et rêve de devenir actrice-chanteuse-danseuse de films musicaux d'Hollywood. Après avoir joué deux premiers petits rôles de figurante pour les films musicaux de la 20th Century Fox, Bagarre pour une blonde et Dangerous Years de 1947, elle tourne ce premier rôle principal de sa carrière (sans succès) pour ce 3e film, où elle interprète trois chansons en tant qu'actrice-chanteuse-danseuse « reine de music-hall » : Every Baby Needs a Da-Da-Daddy (accompagnée d'un big band jazz-swing), Anyone Can See I Love You (Tout le monde peut voir que je t'aime), et The Ladies of the Chorus (Les Reines du music-hall). « Il faisait froid devant Tiffany's, je frissonnais sous l'orage, je suis entrée et j'ai demandé à un jeune homme « puis-je me mettre au chaud s'il vous plait ? » il m'a demandé comment se fait-il qu'une poupée baby doll n'ait pas d'endroit confortable où aller, et j'ai raconté au gentil jeune homme mon histoire d'orpheline, chaque bébé a besoin d'un pa-pa-papa pour la garder en sécurité, chaque bébé a besoin d'un pa-pa-papa, mais où est le mien ? j'étais sûrement pure, qu'importe qui, s'il n'a pas un million, un demi suffira, chaque bébé a besoin d'un pa-pa-papa, pourrais-tu être mon pa-papa ? Chaque bébé a besoin d'un pa-pa-papa avec des cheveux argentés, chaque bébé a besoin d'un pa-pa-papa qui a de l'or, every baby needs a da-da-daddy, rapportant à bébé à la maison de petits jouets en diamant, chaque bébé a besoin d'un pa-pa-papa pour la garder saine et en vie... ». Le succès mondial en particulier de son film Les hommes préfèrent les blondes (1953) d'Howard Hawks de la 20th Century Fox 5 ans plus tard (premiers films en couleur) la propulse au rang de star sex-symbol mondial et de légende d'Hollywood et de l'histoire du cinéma... Marilyn Monroe fait à nouveau une allusion humoristique à son daddy entre autres dans sa chanson My Heart Belongs to Daddy (Mon cœur appartient à papa) dans un de ses derniers films musicaux Le Milliardaire de George Cukor, de 1960, avant sa disparition tragique en 1962, à l'age de 36 ans.

## Cinéma
- 1948 :  Les Reines du music-hall, film musical de Phil Karlson, interprétée par Marilyn Monroe.